# Chansolme
Chansolme (Haïtiaans-Creools: Chansòl) is een stad en gemeente in Haïti met 30.400 inwoners. De gemeente maakt deel uit van het arrondissement Port-de-Paix in het departement Nord-Ouest.

## Indeling
De gemeente bestaat uit de volgende sections communales:
| Nr. | Naam      | Km²   | Inw.2015 |
| --- | --------- | ----- | -------- |
| 1   | Chansolme | 24,85 | 17.351   |
| 2   | Beauvoir  | 28,34 | 13.010   |